# Дефолт (фільм, 2018)
« Дефолт» (국가부도의 날; букв. «Національний день банкрутства») — південнокорейська драма 2018 року режисера Чой Кук Хі. Фільм вийшов на екрани 28 листопада 2018 року. У головних ролях задіяні Кім Хе Су, Ю А Ін, Хео Джун Хо, Чо У Чжин та Венсан Кассель.
«Дефолт» – перший корейський фільм, головною темою якого є фінансова криза МВФ.

## Сюжет
Дія розгортається на фоні фінансової кризи у Південній Кореї 1997 року. Одна з трьох основних ліній фільму – закулісся переговорного процесу із МВФ.
Власник фабрики Гап-су (Ху Джун Хо) виграє контракт на постачання металевих мисок до великого універмагу, але магазин платить йому векселем – й тому, приймаючи його, Гап-су несвідомо наражає себе на ризик того, що клієнт не зможе йому заплатити. Це стає реальністю, коли універмаг банкрутує, залишивши Гап-су без коштів, щоб заплатити своїм постачальникам.
Молодий фінансовий аналітик Юнг-хак (Ю А Ін) чує по радіо розповіді про сім’ї, які перебувають у скрутному становищі – особливо про тих, хто продає свої будинки нижче ринкової ціни, щоб заплатити по рахункам внаслідок банкрутства малого бізнесу. Прагнучи отримати вигоду з цієї ситуації, він засновує власний інвестиційний фонд, щоб зробити ставку проти корейської економіки.
Губернатор центрального банку Кореї зачитує звіт свого керівника грошово-кредитної політики, жінки на ім’я Сі Хюн (Кім Хе Су), висновок якого, що в Кореї вичерпаються валютні резерви для захисту штучно фіксованого обмінного курсу корейської вона по відношенню до долара США протягом тижня. Це викликає екстрене засідання вищих урядовців, які повинні захистити корейську економіку від краху.
Ці три історії показують фінансову кризу 1997 року з різних точок зору. Історія Сі-Хюна показує, як діяв уряд під час кризи, розповідь Чон Хака описує спад в економічних термінах, а Гап-су представляє мільйони справжніх корейських власників малого бізнесу, які постраждали в 1997 році. На кожному з цих рівнів «Дефолту» втілюється травма, спричинена кризою: показано персонажів, які відчайдушно намагаються продати свої будинки, топлять свій смуток у соджу та навіть вчиняють самогубство.

## У ролях
У головних ролях
- Кім Хе Су — Хан Ши Хюн, старший фінансовий аналітик Банку Кореї[7][5]
- Ю А Ін — Юн Чон Хак, колишній банкір, який вважає кризу життєвим шансом для інвестицій[5]
- Ха Джун Хо — Габ Су
- Чо Ву Чжин — віце-міністром Міністерства фінансів

У ролях
- Венсан Кассель — директор-розпорядник МВФ[11][12]
- Кім Хонг Фа — новий головний економіст
- Ум Хьо Суп — колишній головний економіст
- Сонг Янг-чан — старий джентльмен
- Квон Хе Хьо — канцлер
- Джо Хан Чул — Лі Де Хван
- Рю Док Хван — Апельсин
- Пак Джин Джу — Кан Юн Джу
- Чан Сон Бом — Парк Джин
- Чон Бе Су — Янг-бомж
- Йом Хе Ран — Хі Він
- Донг Ха — чеболь третього покоління
- Кім Мін-Сан — голови відділу Лі
- Чон Кю Су — президент Чон
- Кім Хен Мук — фінансовий директор
- Со Янг-Сам — головний банківський директор
- Кім Те Юл — Хюн Су
- Чой Джун Йен — Хен Су (дорослий)
- Рю Тае Хо — головний секретар президента
- Юн Бьон Хі — менеджер Кім

Камео
- Лі Хо Дже — YS
- Хань Джимін — Лі Арам[13]

## Виробництво
Читка сценарію відбулася 7 грудня 2017 року. Основне знімання почали 12 грудня 2017 року.
Фільм вийшов у прокат місцевими кінотеатрами 28 листопада 2018 року. 
Стрічку було представлено на кіноринку 71-го Каннського міжнародного кінофестивалю у травні 2018 року. Згодом його показали на 3-му Міжнародному кінофестивалі Премії Макао на спеціальних презентаціях 9 грудня 2018 року. Фільм було продано до 17 країн, включно із США, Японією, Сінгапуром, Тайванєм, Індонезією, Гонконгом та Макао.

## Сприйняття
Прем'єрним днем у Південній Кореї фільм зібрав 301 324 глядачів, отримавши майже 40% касових зборів, а також посівши перше місце в касових зборах, випередивши «Богемську рапсодію».
Кількість переглядів перевищила 1 мільйон вже на п’ятий день після виходу. За підсумками першого вікенду фільм переглянуло 1 573 441 глядачів, забезпечивши собі перше місце за касовими зборами за перші вихідні. «Дефолт» став найкасовішим фільмом листопада в історії корейського прокату.
Протягом всього прокату фільм переглянуло 3 755 233 глядача по своїй країні.

## Критика
На корейському агрегаторі рецензій Naver Movie Database фільм отримав рейтинг схвалення 6,50 від критиків і 8,74 від глядачів Кларенс Цуї з «The Hollywood Reporter» назвав це «захоплюючою багатосторінковою історією про націю в безладді» та написав: «[…] режисер Чой Кук Хі намагався заповнити цю порожнечу в драматичному та шалене викладення причин і наслідків очима трьох його героїв, які по-різному переживають кризу зблизька […] Чой та його сценарист Еом Сон Мін перетворюють карколомні макроекономічні концепції на емоції, що призводить до того, що фільм за замовчуванням стає спрощеним і мелодраматичним. Пірс Конран із «Screen Anarchy» припустив, що «фільм багато чого запозичив із останніх глобальних фінансових трилерів, додає передбачувану дозу мелодрами та намагається боротися з рівністю жінок», але зробив висновок: «Технічно фільм відшліфований, але оскільки навмисно намагається створити похмуру атмосферу, вона виглядає трохи сірою».